# Eden Lake
Eden Lake är en brittisk skräckfilm från 2008 i regi av James Watkins. I huvudrollerna ses bland andra Kelly Reilly, Michael Fassbender och Jack O'Connell.

## Handling
Ett ungt par tillbringar en romantisk weekend i skogen när ett gäng ungdomar stör deras lugna tillvaro. Efter att ungdomarna har stulit parets bil konfronterar mannen dem och i det följande bråket råkar han döda deras hund. Ungdomarna drar kniv och beslutar sig för att döda paret. En kamp på liv och död inleds inne i skogen.

## Rollista
| Kelly Reilly       | – Jenny  |
| Michael Fassbender | – Steve  |
| Jack O'Connell     | – Brett  |
| James Gandhi       | – Adam   |
| Thomas Turgoose    | – Cooper |
| Bronson Webb       | – Reece  |
| Shaun Dooley       | – Jon    |
| Finn Atkins        | – Paige  |
| Thomas Gill        | – Ricky  |
| James Burrows      | – Harry  |